# Champforgeuil
Champforgeuil település Franciaországban, Saône-et-Loire megyében. Lakosainak száma 2616 fő (2022. január 1.). Champforgeuil Chalon-sur-Saône, Châtenoy-le-Royal, Farges-lès-Chalon, Fragnes-La Loyère és Mellecey községekkel határos.

## Népesség
A település népességének változása:
| Lakosok száma | 2395 | 2449 | 2543 | 2534 | 2580 | 2588 | 2594 | 2595 | 2616 |
|               | 2013 | 2015 | 2016 | 2017 | 2018 | 2019 | 2020 | 2021 | 2022 |